# Epyx
Epyx, Inc. разработчик и издатель компьютерных игр, присутствовавший на рынке в конце 1970-х и в 1980-х. Компанию создали Джим Коннелли (Jim Connelley) и Джон Фриман (Jon Freeman) под именем Automated Simulations. Название Epyx использовалось как бренд для игр в жанре action, но позже, в 1983 году, это слово стало названием компании. Epyx опубликовала большую серию «хитов» в 1980-х, но тем не менее, в 1989 году пришла к банкротству и в 1993 году окончательно прекратила своё существование.

## История
В 1977 году Сьюзан Ли-Морроу (Susan Lee-Murrow) пригласила Джона Фримана присоединиться к игре в Dungeons & Dragons, которую вели Джим Коннелли и Джеф Джонсон (Jeff Johnson). Коннелли позже приобрёл компьютер Commodore PET, с тем чтобы облегчить ведение дел, связанное с ролью мастера игры, и пришёл с идеей написания компьютерной игры для этой машины. Фриман писал об играх для нескольких изданий, и он присоединился к работе Коннелли по части дизайна новой космической военной игры. Начав работу примерно в августе 1978 года, Фриман описал базовые правила, сеттинги миссий, историю вокруг которой развивается игра, а также руководство для игрока, в то время как Коннелли кодировал игру на PET BASIC.

### Эра BASIC
Для того чтобы вывести игру на рынок, в конце ноября 1978 года, Фриман и Коннелли создали компанию Automated Simulations, и выпустили игру в декабре под названием Starfleet Orion.
Поскольку игра была написана на Бейсике, её было относительно просто портировать на TRS-80 и Apple II.
Следующей игрой стала Invasion Orion, в которой уже компьютер выступал в роли противника, тем самым, игра не требовала двух игроков-людей.
Следующий релиз — Temple of Apshai (1979) для TRS-80 и Commodore PET, стал весьма успешным, было продано более 20 тысяч копий, что для того времени очень неплохо. Поскольку игра не была «симуляцией» чего-либо, компания стала использовать бренд «Epyx». Игра была названа лучшей практически во всех журналах. Это привело к тому, что портированию игры на другие домашние компьютеры — Atari 400/800 и Commodore 64. Temple of Apshai породил несколько несколько игр-адвенчур на том же игровом движке, включая два прямых сиквела под именем Dunjonquest. Эти игры стали настолько популярны, что в 1985 году были выпущены повторно под названием Temple of Apshai Trilogy. На основе того же игрового движка на Бейсике, был создан ещё целый ряд игр под брендом Epyx, включая Crush, Crumble and Chomp!, Rescue at Rigel и Star Warrior.

### Рост и фокус на action-играх
Фриман покинул компанию в 1981 году, для того чтобы основать Free Fall Associates. Коннелли остался единственным участником в теперь уже крупной компании. В 1983 году компания сделала бренд «Epyx» названием для самой компании. Connelley реорганизовал подразделение разработчиков в The Connelley Group. В 1983 году была выпущена игра Dragonriders of Pern, а также Jumpman, ставший большим хитом. Руководство решило, что будущее за играми-боевиками, и после этого Коннелли покинул компанию.
В начале 1984 года InfoWorld опубликовал рейтинг компаний разработчиков программ для микрокомпьютеров, в котором Epyx занял 16-ю строку с доходом в 1983 году в 10 млн долларов.
За этим последовал ряд успешных игр в стиле action, включая Impossible Mission и Summer Games.
Далее был выпущен ряд успешных сиквелов, в том числе Winter Games, California Games и World Games.
В Европе британский издатель компьютерных игр U.S. Gold издавал игры Epyx для Commodore 64, а также портировал их на европейские платформы, такие как ZX Spectrum и Amstrad CPC.
Для Commodore 64 Epyx выпустил картридж Fast Load, который позволял в пять раз ускорить доступ к гибким дискам через медленный интерфейс IEEE-488. Кроме того, Fast Load предоставлял удобные команды для получения каталога диска и запуска программ, а также содержал программу-редактор диска.
Начиная с 1986 года Epyx начал разработку портативной игровой консоли Handy. Но не имея средств для продолжения её разработки, Epyx продаёт её Atari, которая выпускает её уже как Atari Lynx.

### Судебный процесс
В 1987 году Epyx столкнулась с важным иском по нарушению авторских прав, поданным от компании Data East USA касательно игры World Karate Championship для Commodore 64. Data East утверждала, что вся игра, а в особенности изображение рефери, выглядит слишком похоже на игровой автомат Karate Champ. Data East выиграла в окружном суде, и судья обязал Epyx отозвать все копии World Karate Championship.
Epyx оспорила решение в суде штата, судья на этот раз встал на сторону Epyx.

### Банкротство и распродажа активов
В 1989 году Epyx прекращает разработку игр для PC, полностью переключившись на консоли, и попав под действие Главы 11 Кодекса США о банкротстве. Согласно Stephen Landrum, долгое время бывшего разработчиком игр в Epyx, компания пришла к банкротству «из-за того, что они на самом деле никогда не понимали почему она была успешной в прошлом, и решили развиваться сразу во множестве направлений, все из которых привели к неудачам.»
В 2006 году британский издатель игр System 3 сообщил что он собирается приобрести активы Epyx, с тем чтобы в 2007 году выпустить такие игры как California Games и Impossible Mission на Nintendo DS, PlayStation Portable и Wii .

## Продукция

### Игры
- 4x4 Off-Road Racing (1988)
- Alien Garden (1982)
- Armor Assault (1982)
- Barbarian: The Ultimate Warrior (1987)
- Barbarian II: Dungeons of Drax (1988)
- Barbie (1984)
- Battle Bugs (1994)
- Blue Lightning (1995)
- Break Dance (1984)
- Boulder Dash Construction Kit (1986)
- California Games (1987)
- California Games 2 (1993)
- Championship Wrestling (1986)
- Chip's Challenge
- Crush, Crumble and Chomp! (1981)
- Crypt of the Undead (1982)
- Curse of Ra (1982)
- Danger in Drindisti (1981)
- The Datestones of Ryn (1979)
- Destroyer (1986)
- Dragon's Eye (1981)
- Dragonriders of Pern (1983)
- ElectroCop (1989)
- Escape from Vulcan's Isle (1982)
- Fax (1983)
- Final Assault (1987)
- Fore!
- G.I. Joe: A Real American Hero (1985)
- The Games: Summer Edition (1988)
- The Games: Winter Edition (1988)
- Gates of Zendocon (1989)
- Gateway to Apshai (1983)
- Hellfire Warrior (1980)
- Hot Wheels (1985)
- Impossible Mission (1985)
- Impossible Mission II (1988)
- Invasion Orion (1979)
- Jabbertalky (1982)
- Jumpman (1983)
- Jumpman Junior (1983)
- The Keys of Acheron (1981)
- King Arthur's Heir (1982)
- L.A. Crackdown (1988)
- Legend of Blacksilver (1988)
- Mind-Roll (1988)
- Monster Maze (1982)
- Morloc's Tower (1979)
- The Movie Monster Game (1986)
- New World (1982)
- The Nightmare (1982)
- Oil Barons (1983)
- Omnicron Conspiracy (1989)
- Pitstop (1983)
- Pitstop II (1984)
- PlatterMania (1982)
- Project Neptune (1989)
- Purple Saturn Day (1989)
- Puzzle Panic (1984)
- Rad Warrior (1986)
- Rescue at Rigel (1980)
- Revenge of Defender (1988)
- Ricochet (1981)
- Rogue (1983)
- Showstrike (1991)
- Silicon Warrior (1984)
- Sorcerer of Siva (1981)
- Space Station Oblivion (1987)
- Spiderbot (1988)
- Star Warrior (1981)
- Street Sports Baseball (1987)
- Street Sports Basketball (1987)
- Street Sports Football (1988)
- Street Sports Soccer (1988)
- Sub Battle Simulator (1987)
- Summer Games (1984)
- Summer Games II (1985)
- Super Cycle (1986)
- Sword of Fargoal (1983)
- Temple of Apshai (1979)
- Temple of Apshai Trilogy (1985)
- Upper Reaches of Apshai (1982)
- Winter Games (1984)
- World Games (1986)
- World Karate Championship (1986)
- Zarlor Mercenary (1990)

### Другое программное обеспечение
- Epyx Fast Load (1984)
- Print Magic (1988)

- Картридж Fast Load

### Устройства
- 500XJ joystick — Atari-совместимый джойстик с эргономичным дизайном.
- Handy — портативная игровая консоль, инновационная во многих отношениях. Из-за недостатка средств, Epyx была вынуждена лицензировать эту разработку Atari, которая затем выпустила на её основе Atari Lynx.

- 500XJ joystick
- Atari Lynx